# Los Wuzzles
Los Wuzzles es un programa estadounidense de televisión creado para ser transmitido los sábados por la mañana. Su primera transmisión fue el 14 de septiembre de 1985, por el canal CBS. Creados a partir de una idea de Michael Eisner, los Wuzzles son animales compuestos por mitades de animales diferentes (por ejemplo, una abeja y un león). Sólo se produjeron 13 episodios de Los Wuzzles, debido a la muerte de Bill Scott (la voz de Focalce). La muerte de Scott, sin embargo, no impidió que hubiera una segunda temporada de Los Ositos Gummi, otro show en donde también prestaba su voz. Los Wuzzles fue movido al canal ABC para pasar los episodios repetidos y después desapareció de la televisión. 

## Premisa
Los Wuzzles tiene como protagonistas una variedad de animales pequeños y redondos (cada uno es un "wuzzle"). Son mezclas parejas y coloridas de dos especies animales, incluyendo la personalidad. Todos tienen alas en la espalda, sin embargo sólo Abelión y Osaposa pueden volar. Todos los Wuzzles viven en la isla de Wuz. Los objetos con los que conviven también son mezclados, comen una fruta mezcla de manzanas y bayas, y en casa usan un telefonógrafo. Los Wuzzles no fue una serie exitosa en los Estados Unidos, pero fuera de su país de origen tuvo mayor éxito, como en el Reino Unido. Un dato adicional es que la voz del tema musical fue proveída por Stephen Geyer. 

## Personajes
Estos son algunos de los personajes que protagonizaron Los Wuzzles (los nombres que aparecen aquí están basados en el doblaje latinoamericano): 
- Abeleón (voz Brian Cummings): Mitad abejorro y león. Corto, anaranjado y peludo con una melena rosa, antenas peludas de insecto, cola de león y pequeñas alas, tiene mucha más apariencia de león que de abejorro con líneas horizontales en el vientre. Vive en un panal, le gustan los deportes, es valiente y está enamorado de Osaposa. Es el mejor amigo de Cangufante.
- Osaposa (voz Sarah Melton): Mitad osa y mitad mariposa, predomina el aspecto de oso. Tiene pelo amarillo con abdomen blanco, alas más grandes que las de otros Wuzzles y antenas terminadas en flor. Es una jardinera ávida, y su carácter es tranquilo y paciente.
- Cangufante (voz Henry Gibson): Mitad canguro y mitad elefante, Cangufante es uno de los wuzzles más grandes, de color morado, con el cuerpo y cola de un canguro, y la trompa y orejas de un elefante. Tiene una bolsa con rayas (a pesar de ser macho). Cangufante tiene problemas recordando qué cosas dejó en su bolsa. Su personalidad es dulce, pero tiende a provocar accidentes. Es el mejor amigo de Abeleón.
- Focalce (voz Bill Scott): Mitad foca, mitad alce. Es uno de los wuzzles más pequeños en tamaño además del más joven, posee cuernos y aletas. Tiene una imaginación vívida que lo hace creer en monstruos. Es el mejor amigo de Monorino.
- Hiponeja (voz Jo Anne Worley): Mitad hipopótamo, mitad coneja. Es una hipopótamo, pero tiene algunas características de conejo, como las orejas, dientes y cola. Tiene pelo azul con el abdomen morado Le gusta cantar y actuar. Es una diva demandante pero puede ser dulce. Su rudeza hace que sea el Wuzzle más duro de roer y se enfrenta a menudo con el villano principal, Crock. Le agrada Abeleón, pero él no le corresponde ya que está interesado en Osaposa.
- Monorrino (voz Alan Oppenheimer): Mitad mono, mitad rinoceronte. Parece mono pero tiene un hocico y cuerno de rinoceronte, así como las patas. Tiene el pelo rosa y rayas horizontales en el cuerno. Le gusta la diversión y las bromas. Es el mejor amigo de Focalce.

- Cocosaurio  (voz Alan Oppenheimer): Mitad cocodrilo, mitad dinosaurio, y el villano principal de la serie. Cocosaurio está de mal humor, perezoso, rudo, despreciable, vil, ruin, ignorante, un gran picapleitos y hace cualquier cosa para conseguir lo que quiere. Él siempre quiere lo mejor de lo que los Wuzzles tener, pero no quiere aplicar el esfuerzo para adquirir él mismo.
- Brat (voz Bill Scott): Mitad jabalí, mitad dragón, y compañero del jefe Cocosaurio . Beat solo balbucea, gruñe, grita y se ríe en sus discursos, pero Cocosaurio entiende lo que está diciendo. Como Cocosaurio , es muy perezoso y tiene una fuerte aversión hacia los Wuzzles junto con el deseo de tener lo mejor sin esforzarse lo más mínimo para adquirirlo. Como su nombre indica, Brat tiene muy mal humor y a menudo hace rabietas cuando no se sale con la suya. También es muy falto de inteligencia, y su incompetencia a menudo hace que tanto él como Cocosaurio caigan víctimas de sus propias trampas, en donde a menudo se ve a los dos cayendo al vacío.
- Ranagarto (voz Brian Cummings): Mitad rana, mitad lagarto, y otro compañero de Cocosaurio. Ranagarto no es particularmente inteligente, pero tiene buenas intenciones y es más amigable en su manera que Cocosaurio o Brat, y relativamente más tolerante a los Wuzzles, aunque es muy fiel a Cocosaurio ; en ocasiones donde Cocosaurio y Brat discuten, a menudo es Ranagarto quien trata de arreglar las cosas entre ellos. Su carácter esencialmente hincapié en la tolerancia de los demás, especialmente de los que están cerca de uno, permaneciendo fiel a los amigos sin importar si sus planes son moralmente correctos o no. Ranagarto no aparece en cada episodio, sólo hace apariciones esporádicas a lo largo de la serie.

| Personaje              | Actor de voz original | Actor de doblaje     | Actor de doblaje     |
| ---------------------- | --------------------- | -------------------- | -------------------- |
| Bumblelion/Abeleón     | Brian Cummings        | Salvador Najar       | Luis Miguel Villegas |
| Butterbear/Osaposa     | Kathleen Helppie      | Alma Nuri            | Héctor Cantolla      |
| Eleroo/Cangufante      | Henry Gibson          | Maynardo Zavala      | Roberto Encinas      |
| Moosel/Focalce         | Bill Scott            | Fernando Manzano     | José Padilla         |
| Hoppopotamus /Hiponeja | Jo Ann Worley         | Gloria Rocha         | Carmen Cervantes     |
| Rhinokey/Monorrino     | Alan Oppenheimer      | Luis Alfonso Mendoza | Fernando de Luis     |
| Cocosaurio             | Alan Oppenheimer      | Luis Puente          | Roberto Encinas      |

## Lista completa de episodios
1.- Bulls of a Feather (El torozón emplumado) (September 14, 1985)
2.- Hooray for Hollywuz (Hurra Hollywuz)
3.- In the Money (Abeleón el millonario)
4.- Crock Around the Clock (El Coco aprovechado)
5.- Moosel's Monster (Focalce y el monstruo)
6.- Klutz on the Clutch (La carrera)
7.- Bumblelion and the Terrified Forest' (Abeleón y el bosque aterrorizado)
8.- Eleroo's Wishday (El deseo de Cangufante)
9.- Ghostrustlers (Fantascuatreros)
10.- A Pest of a Pet (Hipo Bailarina)
11.- The Main Course (El platillo fuerte)
12.- Class Dismissed (Maestra modales)
13.- What's up, Stox? (Dinero fácil)

## Transmisión internacional
- Chile
  - Canal 13 (1988-1995)
  - Red Television (1996-2000)
- América Latina
  - Disney Channel (2000-2002)

## Cultura popular
- Los Wuzzles son parodiados en el show Pollo Robot o Robot Chicken.